# Warurejo
Warurejo is een bestuurslaag in het regentschap Madiun van de provincie Oost-Java, Indonesië. Warurejo telt 1654 inwoners (volkstelling 2010).